# Lana Condor
Lana Therese Condor De La Torre (Cần Thơ, Vietnam; 11 de mayo de 1997) es una actriz y youtuber vietnamita-estadounidense. Hizo su debut como Jubilation Lee / Jubilee en la película de superhéroes de 2016 X-Men: Apocalipsis. Condor interpreta a Koyomi K. en la película de ciencia ficción Alita: Battle Angel (2018), y Lara Jean Covey en la  adaptación cinematográfica de A todos los chicos de los que me enamoré.

## Primeros años
Lana Condor nació en Cần Thơ, Vietnam y se crio en Chicago, Illinois. Fue adoptada por padres estadounidenses, Mary Carol (nacida Haubold) y Robert "Bob" Condor, el 11 de mayo de 1997, junto a su hermano no biológico, Arthur. Su padre fue dos veces nominado al premio Pulitzer y exvicepresidente de Yahoo! Sports. Condor y su familia vivían en Whidbey Island, Washington y New York City, antes de instalarse en Santa Mónica, California cuando tenía 15 años.
Condor estudió ballet de niña, entrenando con el Joffrey Ballet, The Rock School for Dance Education, y el Alvin Ailey American Dance Theater. Continuó bailando con Los Angeles Ballet, y también entrenó en The Groundlings para clases de improvisación. Condor tomó clases de actuación en la Academia de Cine de Nueva York y en el Conservatorio de Verano de Yale para Actores, y en 2014, fue una estudiante de teatro en la Escuela de Verano del Estado de California para las Artes. Como estudiante de primer año de la escuela secundaria, Condor se educó en la Escuela de Artes Escénicas Profesionales en la ciudad de Nueva York. En 2015, se graduó de Notre Dame Academy en Los Angeles. Condor ha sido aceptada en la Universidad Loyola Marymount.

## Carrera
Condor debutó en la actuación como la mutante Jubilation Lee / Jubilee en la película de superhéroes X-Men: Apocalipsis de Bryan Singer, estrenada en 2016. Ella apareció luego en la película dramática de Peter Berg Patriots Day, representando los eventos y secuelas del bombardeo de la maratón de Boston. La película se estrenó en AFI Fest y fue estrenada el 21 de diciembre de 2016. Al año siguiente, coprotagonizó la película de suspenso romántico High School Lover, junto a James Franco y Julia Jones, que se estrenó en Lifetime el 4 de febrero de 2017.
Condor interpretó el papel principal de Lara Jean Song Covey en la película de drama romántico de Susan Johnson A todos los chicos de los que me enamoré, en la novela juvenil de Jenny Han del mismo nombre. La película fue estrenada por Netflix el 17 de agosto de 2018. Ha sido seleccionada como Koyomi K. en la película de ciencia ficción de Robert Rodriguez Alita: Battle Angel, producida por James Cameron y basada en la saga de novelas gráficas de Yukito Kishiro. La película está programada para su lanzamiento el 21 de diciembre de 2018.
También se convertirá en coprotagonista de la comedia romántica Summer Night, junto a Analeigh Tipton y Justin Chatwin, dirigida por Joseph Cross y producida por James Ponsoldt. Condor ha sido elegida para interpretar a Saya Kuroki en la serie de televisión de Syfy Deadly Class, basada en la serie de novelas gráficas de Rick Remender del mismo nombre.

## Vida personal
En enero de 2022, anunció su compromiso con Anthony De La Torre. Se casaron en octubre de 2024 en Malibú, California.

## Filmografía

### Cine
| Cine | Cine                                   | Cine                                       | Cine                                       | Cine                  | Cine |
| Año  | Título                                 | Título                                     | Título                                     | Papel                 | Ref. |
| Año  | Título original                        | Título en España                           | Título en Hispanoamérica                   | Papel                 | Ref. |
| ---- | -------------------------------------- | ------------------------------------------ | ------------------------------------------ | --------------------- | ---- |
| 2016 | X-Men: Apocalypse                      | X-Men: Apocalipsis                         | X-Men: Apocalipsis                         | Júbilo/Jubilation Lee | Ref. |
| 2016 | Patriots Day                           | Día de patriotas                           | Día del atentado                           | Li                    | Ref. |
| 2018 | To All the Boys I've Loved Before      | A todos los chicos de los que me enamoré   | A todos los chicos de los que me enamoré   | Lara Jean Covey       | Ref. |
| 2019 | Alita: Battle Angel                    | Alita: Ángel de combate                    | Battle Angel: La última guerrera           | Koyomi K.             | Ref. |
| 2019 | Summer Night                           | Summer Night                               | Summer Night                               | Lexi                  | Ref. |
| 2020 | To All the Boys: P.S. I Still Love You | A todos los chicos: P.D. Todavía te quiero | A todos los chicos: P.D. Todavía te quiero | Lara Jean Covey       | Ref. |
| 2020 | Girls Night                            | Girls Night                                | Girls Night                                | Alex                  | Ref. |
| 2021 | To All the Boys: Always and Forever    | A todos los chicos: Para siempre           | A todos los chicos: Para siempre           | Lara Jean Covey       | Ref. |
| 2022 | Moonshot                               | Moonshot                                   | Moonshot                                   | Sophie Tsukino        | Ref. |
| 2023 | Ruby Gillman, Teenage Kraken           | Ruby: Aventuras de una kraken adolescente  | Krakens y sirenas: Conoce a los Gillman    | Ruby Gillman          | Ref. |
| 2023 | Valiant One                            | Valiant One                                | Valiant One                                | Selby                 | Ref. |
| TBA  | The One                                | TBA                                        | TBA                                        | TBA                   | Ref. |
| TBA  | Ballerina Overdrive                    | TBA                                        | TBA                                        | TBA                   | Ref. |

### Televisión
| Año  | Título original   | Rol           | Noas                         |
| ---- | ----------------- | ------------- | ---------------------------- |
| 2017 | High School Lover | Allison       | Película para TV             |
| 2019 | Deadly Class      | Saya Kuroki   | Rol principal                |
| 2019 | Rilakkuma y Kaoru | Kaoru         | Rol principal; Voz en inglés |
| 2019 | BoJack Horseman   | Casey McGarry | Voz; 2 episodios             |
| 2022 | Boo, Bitch        | Erika Vu      | Rol principal                |
| 2024 | Abbott Elementary | Olivia        | Rol secundario               |